# 漢口路 (台中市)
漢口路為臺灣臺中市的重要道路之一，大致呈弧狀，共分五段。南過臺灣大道二段接東興路三段，往北行至青海路一段後漸偏東，過漢成一街後，東行接續興安路一段及青島路四段。

## 行經行政區域
（由南至東）
- 西屯區
- 北區
- 北屯區

## 本道路客運
（由南至東）
| 編號 | 業者              | 路線                     | 行駛區間         |
| ---- | ----------------- | ------------------------ | ---------------- |
| 18   | 統聯客運          | 老虎城－大智公園         | 青海路－西屯路   |
| 67   | 中鹿客運          | 臺中車站－東海別墅       | 青海路－崇德路   |
| 72   | 台中客運          | 嶺東科大－慈濟醫院       | 西屯路－寧夏路   |
| 79   | 統聯客運          | 統聯轉運站－大慶車站     | 臺灣大道－青海路 |
| 127  | 巨業交通          | 豐樂公園－臺中洲際棒球場 | 東興路－興安路   |
| 675  | 台中客運 統聯客運 | 龍井區公所－僑光科技大學 | 臺灣大道－寧夏路 |

## 分段
漢口路共分為五段：
- 一段：臺灣大道二段－青海路一段
- 二段：青海路一段－華美西街二段
- 三段：華美西街二段－中清路一段
- 四段：中清路一段－崇德路一段
- 五段：崇德路一段－興安路一段、青島路四段

## 車道配置
- 臺灣大道二段－華美西街二段：雙車道
- 華美西街二段－興安路一段、青島路四段：雙向四車道

## 沿線設施
| | |
| （往南接東興路三段） 一段 臺灣大道二段（BRT藍線頂何厝站） - 臺中市立漢口國民中學 - 臺灣基督長老教會忠明教會 青海路一段 二段 西屯路二段 - 合作金庫銀行西台中分行 - 三信公園 河南路一段 | 三段 麻園頭溪 - 臺中市北區中華國民小學 - 中華郵政漢口路郵局 - 海灣藝術酒店 中清路一段 四段 - 臺中市私立曉明女子高級中學 梅川 - 臺中市北區賴厝國民小學 - 龍邦聯合大樓 崇德路一段 五段 柳川 青島路四段、興安路一段 |